# Radošovce (Skalica)
Radošovce (deutsch Radoschotz, ungarisch Felsőrados – bis 1907 Radosóc) ist eine Gemeinde im Westen der Slowakei mit 1733 Einwohnern (Stand 31. Dezember 2024) und liegt im Okres Skalica, einem Landkreis des Trnavský kraj.

## Geographie

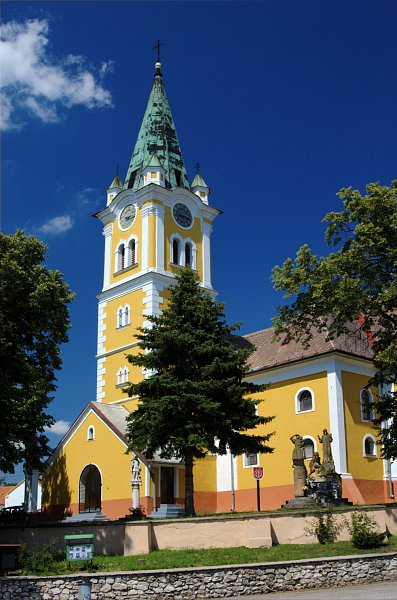
Kirche von Radošovce

Die Gemeinde liegt in der traditionellen Landschaft Záhorie, geomorphologisch im Hügelland Chvojnická pahorkatina. Am Ort vorbei fließt der Bach Chvojnica, ein linksseitiger Zufluss von March (slowakisch Morava). Radošovce liegt an der Hauptstraße 51 und ist 10 Kilometer von Holíč und Skalica sowie 13 Kilometer von Senica entfernt.
Neben dem Hauptort Radošovce gehört zur Gemeinde auch der Ortsteil Vieska (seit 1976).

## Geschichte
Der ursprüngliche Ort wurde zum ersten Mal 1297 als Rasolyz schriftlich erwähnt. Diese ging jedoch im 15. Jahrhundert nach einem verheerenden Hussiten-Angriff nieder. Die neue Ortschaft taucht als Städtchen Rassich in einer Urkunde von 1473 auf. Das Marktrecht wurde 1554 zugewiesen. Im späten Mittelalter und Neuzeit gehörte der Ort weitgehend zum Herrschaftsburg der Burg, später Schlosses Holíč, außer in Jahren 1730–1776 (Verpfändung an die Jesuiten von Skalica). 1828 sind 137 Häuser und 965 Einwohner verzeichnet. Die Bevölkerung lebte vor allem von Landwirtschaft, Weberei und Ölpressung.

## Bevölkerung
| Jahr                | 1994 | 2004    | 2014    | 2024    |
| ------------------- | ---- | ------- | ------- | ------- |
| Anzahl der Personen | 1781 | 1812    | 1790    | 1733    |
| Unterschied         |      | +1,74 % | −1,21 % | −3,18 % |

| Jahr                | 2023 | 2024    |
| ------------------- | ---- | ------- |
| Anzahl der Personen | 1737 | 1733    |
| Unterschied         |      | −0,23 % |

Ergebnisse nach der Volkszählung 2001 (1800 Einwohner):
| Nach Ethnie: - 98,94 % Slowaken - 0,44 % Zigeuner - 0,22 % Tschechen | Nach Religion: - 95,50 % römisch-katholisch - 2,17 % konfessionslos - 0,89 % evangelisch |

## Bauwerke
- römisch-katholische Jungfrau-Maria-Kirche

## Persönlichkeiten
- Ludmila Pajdušáková (1916–1979), slowakische Astronomin